# 79-es démon
A 79-es démon a Fekete tükör című brit sci-fi sorozat huszonhetedik epizódja, amit a sorozat showrunnere, Charlie Brooker és Bisha K. Ali írt és Toby Haynes rendezett. 2023. június 15-én mutatta be a Netflix, a hatodik évad többi részével egyszerre. A cselekmény főhőse Nida, a bolti eladó, aki megidéz egy démont, Gaapot, aki arra kényszeríti, hogy kövessen el gyilkosságokat, ellenkező esetben megsemmisül a Föld.
Ez egy több szempontból is különleges epizód. Először is, "Vörös tükör" ("Red Mirror") név alatt fut, másrészt a cselekmény a múltban, 1979-ben játszódik, de nem egy alternatív múltban. Emellett a technológia árnyoldalai helyett ismételten a természetfeletti események állnak a történet középpontjában, valamint olyan témák, mint a brit Konzervatív Párt bevándorlásellenes politikája és a Nemzeti Front. Az eredetileg punknak tervezett Gaapot a Boney M. zenekar tagja, Bobby Farrell után mintázták. A színészek játéka és az epizód komikus elemei pozitív fogadtatásra leltek, azonban maga az epizód a sorozat többi részéhez képest általában negatív megítélésű.

## Cselekmény
1979-ben Nida Huy egyszerű bolti eladóként dolgozik egy Possets üzletben, az angliai Tipley városában. Cipőeladás közben arról fantáziál, hogyan végezne a kolléganőjével, az idegenellenes, és vele szemben is lekezelően viselkedő Vickyvel. Egy vásárló, Keith Hollogan, akiről köztudott, hogy megölte a feleségét, szexuális töltetű megjegyzéseket tesz rá, így róla is elkezd ugyanígy fantáziálni.
Később meghallja, hogy a jobboldali Konzervatív Párt egyik politikusa, Michael Smart a bevándorlás ellen szólal fel. Ezt követően a szélsőjobboldali Nemzeti Frontot támogató vandálok a szervezet logóját festik fel az ajtajára. Ha ez még nem lenne elég, Vicky panaszkodni kezd arra, hogy büdös az ebédje, amit magával hozott (birjani, egy indiai étel), ezért kénytelen a pincében ebédelni. Ott véletlenül felfedez egy fából faragott talizmánt, ami megsérti a kezét, és a vére ráhullik.
Mikor hazaér, a talizmán beszélni kezd hozzá, majd kiszabadul belőle Gaap, a démon, aki Bobby Farrell alakját veszi fel Nida előtt. Gaap közli vele, hogy innentől három napja van három embert feláldozni, különben május elsején bekövetkezik az ítéletnap. Gaap is csak egy alkalmazott, ez az ő első megbízatása, ezért nagyon szeretné, ha pozitívan zárulna a dolog. Nida nem hajlandó segíteni, még akkor sem, amikor a démon bemutatja neki a lakását lángokban állva. Egy csatornához űzi a nőt, majd megmutatja neki Tim Simonst – a férfi molesztálta a nyolc éves kislányát. Nidának könnyebbséget okoz, ha bűnösöket ölhet, Timet egy téglával üti agyon.
Bűntudatától öklendeznie kell és a munkából is elkésik, de Gaap máris a következő áldozatot követeli. Aznap este whiskyt iszik a közeli pubban, majd meglátja Keith Hollogant. Keith áthívja magához szexre Nidát, de ő megfojtja a férfit, majd a váratlanul megérkező testvérét, Christ is megöli. Gaap ekkor közli, hogy Keith halála nem számít, mert ő egyébként is gyilkos volt, így még mindig hátravan egy áldozat.
Michael Smart, akit Nida főnöke is támogat, elmegy az üzletbe és elnyeri Vicky szavazatát is. Gaap látomást mutat Nidának: Smartból miniszterelnök lesz, mint az ultranacionalista Britannia Párt vezetője. Mivel a démonok is rajonganak a férfiért, Gaap azt kéri, legyen ő a következő áldozat.
Len Fisher rendőr kezd el nyomozni Tim halálának ügyében. Felfedezi, hogy Nida furcsa módon úgy fogyaszt alkoholt, hogy egyébként ez korábban nem volt rá jellemző – Nida ezt az anyja halálának évfordulójával indokolja. Később Nida követni kezdi Smartot, de Fisher is a nyomában jár. Sikeresen le is szorítja az útról a politikust, és egy kalapáccsal készül vele végezni, de az utolsó pillanatban Fisher megállítja őt. Mikor beviszik a rendőrségre, elmeséli a történetét a hitetlenkedő rendőröknek. Miközben megszólalnak a szirénák, és odakint valóban elkezdődik az emberiséget elpusztító atomháború, Nida csatlakozik a kudarcot vallott feladat miatt száműzött Gaap-hoz az örök semmibe.

## Szereplők
| Szerep         | Színész               | Magyar hang        |
| -------------- | --------------------- | ------------------ |
| Nida Huq       | Anjana Vasan          | Bogdányi Titanilla |
| Gaap           | Paapa Essiedu         | Ember Márk         |
| Vicky          | Katherine Rose Morley | Tamási Nikolett    |
| Michael Smart  | David Shields         | Pál Tamás          |
| Keith Hollogan | Nicholas Burns        | Czvetkó Sándor     |
| Len Fisher     | Shaun Dooley          | Borbiczki Ferenc   |
| Suzie          | Emily Fairn           | Kardos Eszter      |
| Mr. Duncan     | Nick Holder           | Németh Gábor       |

## Az epizód készítése
A "Fekete tükör" az ötödik évad 2019-es premierjét követően hosszabb szünetre ment, ezalatt Charlie Brooker vidámabb hangvételű projektekkel foglalkozott. Elsőként a "79-es démon" forgatókönyve készült el az új évadból, amit 2022-ben forgattak le. Az epizód történetét, egyedülállóan a sorozat történelmében, nem kizárólag Brooker, hanem a Ms. Marvel sorozatot is jegyző Bisha K. Ali is írta, aki a "Joan szörnyű" egyik vezető producere is volt.
Brooker rámutatott, hogy a sorozat bemutatása óta a disztopikus, technológiai témájú sci-fik megszaporodtak, ezért inkább fikciós horrort és korabeli drámákat akart írni. Tervei szerint az epizód sikereitől függően a "Vörös tükör" akár önálló sorozatként is folytatódhatna.
A főszerepet játszó Anjana Vasan felbukkant már a "Szabadesés" című epizódban, egy igen apró szerepben. A "USS Callister" után ez volt Toby Haynes második rendezése.
Hiányoznak az epizódból a sci-fi elemek, gyakorlatilag a természetfeletti horror és a fantasy elemek dominálnak, helyenként komikus felhanggal. A cselekmény az 1979-es brit választások idején játszódik, amelynek a végén a konzervatív Margaret Thatcher lett a miniszterelnök. Brooker szerint ez a választás sorsfordító volt a tekintetben, hogy ez szabadította el a populista cunamit a politikában. Smart való életbeli megfelelője Enoch Powell, az epizód során közvetett utalásokkal fejezi ki rasszizmusát. Hasonlóképpen "A nemzeti himnusz" című részhez, ebben az epizódban is megzsarolják a főhőst, hogy tegyen meg valami erkölcstelent azért, hogy ezáltal egy nagyobb jóra törekedjen.
A történésekre elővetítések történnek többször is, például Nida régi újságokat talál, ahol a május elsejei ünnepségeket megelőző gyilkosságokról írnak, arra utalva, hogy Possett, az üzlet alapítója, valószínűleg használhatta a talizmánt. Korábbi epizódokra is láthatóak benne utalások, például a "Fehér medve" szimbóluma látható a talizmánon, a hatodik évad korábbi részeiben pedig szerepeltek utalások Smartra, illetve arra, hogy Tipley városában pedofilhálózat működhet.
A nézőkben felmerült kérdésként, hogy Gaap vajon igazi, vagy az egész epizód Nida képzeletében játszódik csak le. Nida és Vicky is emlegetik az álmodást, valamint Art Garfunkel "Bright Eyes" című dalát, Nida pedig egy kreatív vizualizációról szóló könyvet olvas. A rendőrségi kihallgatásakor a talizmán már mint dominó látható, ami ismét kétségbe vonja a nő szavahihetőségét, viszont az epizód befejezése megint csak arra utal, hogy a dolgok ténylegesen megtörténtek.

## Forráshivatkozások
1. ↑  Charlie Brooker gives Black Mirror season 6 update: "I don’t know what stomach there would be for stories about societies falling apart" (brit angol nyelven). Radio Times. (Hozzáférés: 2023. december 5.)
2. ↑  published, Amy West: Black Mirror stars talk political '70s setting and their very different costumes (angol nyelven). gamesradar, 2023. június 20. (Hozzáférés: 2023. december 5.)
3. ↑  Black Mirror: Demon 79 ending explained - what happened to Nida? (brit angol nyelven). Radio Times. (Hozzáférés: 2023. december 5.)
4. ↑  Black Mirror creator Charlie Brooker explains 'Red Mirror' label (brit angol nyelven). Radio Times. (Hozzáférés: 2023. december 5.)
5. ↑  Sherlock, Ben: Demon 79 Cast Guide: Every Actor In The Black Mirror Episode (angol nyelven). ScreenRant, 2023. június 12. (Hozzáférés: 2023. december 5.)
6. ↑  Charlie Brooker on commandeering Black Mirror, his TV inspiration and why series six won't involve NFTs (angol nyelven). Royal Television Society, 2023. június 9. (Hozzáférés: 2023. december 5.)
7. ↑  We Reviewed Every Episode of 'Black Mirror' Season 6 (amerikai angol nyelven). Esquire, 2023. június 16. (Hozzáférés: 2023. december 5.)
8. ↑  MacArthur, Greg: Black Mirror's Demon 79 Recap: 6 Shocking Twists Explained (angol nyelven). ScreenRant, 2023. július 4. (Hozzáférés: 2023. december 5.)
9. ↑  Mellor, Alec Bojalad, Louisa: Black Mirror Season 6 Easter Eggs Upend the Show's Shared Universe (amerikai angol nyelven). Den of Geek, 2023. június 16. (Hozzáférés: 2023. december 5.)
10. ↑  Mellor, Louisa: Black Mirror Season 6 Episode 5 Review: Demon 79 (amerikai angol nyelven). Den of Geek, 2023. június 15. (Hozzáférés: 2023. december 5.)

## Fordítás
Ez a szócikk részben vagy egészben  a   Demon 79 című angol Wikipédia-szócikk ezen változatának fordításán alapul.  Az eredeti cikk szerkesztőit annak laptörténete sorolja fel. Ez a jelzés csupán a megfogalmazás eredetét és a szerzői jogokat jelzi, nem szolgál a cikkben szereplő információk forrásmegjelöléseként.